# Limoges–Bellegarde repülőtér
A Limoges–Bellegarde repülőtér (IATA: LIG, ICAO: LFBL) egy nemzetközi repülőtér Franciaországban, Limoges közelében.  Éves utasforgalma 193 382 fő (2022).

## Kifutók
Két kifutópályval rendelkezik, egy burkolttal és egy burkolatlannal:
A repülőtér futópályái:
- 03/21
- 03R/21L

## Forgalom
Az utasforgalom az elmúlt években az alábbi módon változott:
| Utasok száma | 120 208 | 133 165 | 187 491 | 283 849 | 382 398 | 334 816 | 290 792 | 291 564 | 300 840 | 193 382 |
|              | 1997    | 2000    | 2003    | 2005    | 2008    | 2011    | 2014    | 2016    | 2019    | 2022    |